# Vanden Plas
I Vanden Plas sono un gruppo musicale progressive metal fondato negli anni ottanta a Kaiserslautern in Germania.

## Storia
Nel 1991, hanno registrato una canzone, intitolata "Keep on Running", come inno per la lega nazionale locale di football della loro città, e hanno fatto la stessa cosa anche nel 1994 con "Das Ist Für Euch". Tutti i membri della band sono stati coinvolti in progetti teatrali e musical rock come Jesus Christ Superstar, Evita, La piccola bottega degli orrori e The Rocky Horror Show.
Nel 2004, Andy Kuntz, cantante della band, ha cominciato un progetto solista chiamato Abydos (progetto di Andy Kuntz).
Il loro disco Christ 0 è un concept album sul libro di Alexandre Dumas Il Conte di Montecristo.
Il 22 giugno 2010, è uscito The Seraphic Clockwork (anche questo un concept album).
Il 25 Febbraio 2014 è uscito Chronicles of the immortals - Netherworld (Path 1).

## Formazione

### Formazione attuale
- Andy Kuntz - voce
- Stephan Lill - chitarra
- Torsten Reichert - basso
- Andreas Lill - batteria
- Günter Werno - tastiere

## Discografia

### Album in studio
- 1994 - Colour Temple
- 1997 - The God Thing
- 1999 - Far Off Grace
- 2002 - Beyond Daylight
- 2006 - Christ 0
- 2010 - The Seraphic Clockwork
- 2014 - Chronicles of the Immortals – Netherworld (Path 1)
- 2015 - Chronicles of the Immortals - Netherworld (Part 2 )
- 2019 - The Ghost Xperiment: Awakening
- 2020 - The Ghost Xperiment: Illumination
- 2024 - The Empyrean Equation of the Long Lost Things

### EP
- 1996 - AcCult

### Live
- 2000 - Spirit of Live
- 2017 - The Seraphic Live Works (CD+DVD)